# Kamtjatkasångare
Kamtjatkasångare (Phylloscopus examinandus) är en nyligen urskiljd östasiatisk fågelart i familjen lövsångare inom ordningen tättingar. Den behandlades tidigare tillsammans med japansk sångare som en del av arten nordsångaren (P. borealis), men urskiljs numera allmänt som egen art. Fågeln häckar i lövskog från Kamtjatkahalvön i nordöstra Ryssland söderut till norra Japan. Vintertid flyttar den troligen till Sydostasien. Ett sensationellt fynd av arten gjordes i Finland 2021, det första i Europa. Beståndet tros vara livskraftigt.

## Kännetecken

### Utseende
Kamtjatkasångare är en rätt stor (11–13 cm) och grön lövsångare, mycket lik både nordsångaren och japansk sångare, med långt huvud, brett och mörkt ögonstreck samt långt och vitt ögonbrynsstreck. Dräktsmässigt intar den en mellanposition mellan de två, där japansk sångare är grönare och gulare ovan respektive under, medan nordsångaren är mattare. I proportionerna är den jämfört med japansk sångare något större med kraftigare näbb och kortare vingar, medan den har längre näbb, tarser och stjärt än nordsångaren.

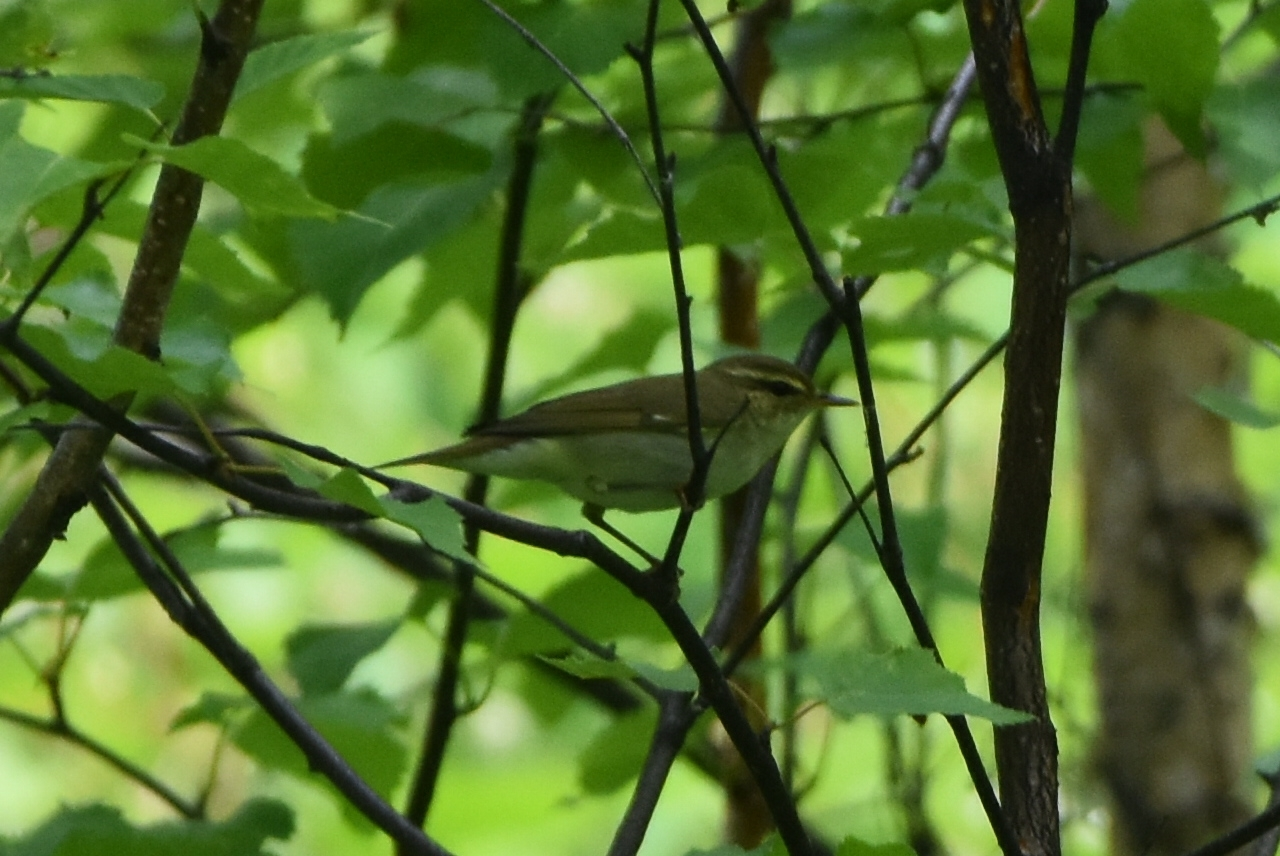

### Läten
Även lätet är likt nordsångare och japansk sångare, ett torrt och kort "trrrt" eller dubblerat "trr-trrt", mer utdraget och skallrande och mindre vasst än nordsångarens motsvarande läte samt ljusare än japanska sångarens "dzyrt". Sången är en snabb och monoton serie beskriven i engelsk litteratur som "chichori chichori chichori", kortare och mer pulserande än nordsångaren och snabbare, ljusare och vassare än japansk sångare.

## Utbredning och systematik
Kamtjatkasångare häckar i nordöstra Ryssland på Kamtjatkahalvön och vidare söderut via Sachalin och Kurilerna till Hokkaido i norra Japan. Övervintringsområdet är inte helt känt, men fynd har gjorts från Filippinerna söderut till Bali och Små Sundaöarna. Den behandlas som monotypisk, det vill säga att den inte delas in i några underarter.
Helt sensationellt upptäcktes en kamtjatkasångare i finska Kilpisjärvi juli 2021. Fågeln infångades och ett DNA-test bekräftade arttillhörigheten.

### Artstatus
Tidigare betraktades den tillsammans med japansk sångare (P. xanthodryas) som en del av nordsångaren (P. borealis), men DNA-studier visar att de skildes åt för mellan 1,9 och 3,0 miljoner år sedan och skiljer sig tydligt åt i läten och mindre utsträckning i utseende.

### Familjetillhörighet
Lövsångarna behandlades tidigare som en del av den stora familjen sångare (Sylviidae). Genetiska studier har dock visat att sångarna inte är varandras närmaste släktingar. Istället är de en del av en klad som även omfattar timalior, lärkor, bulbyler, stjärtmesar och svalor. Idag delas därför Sylviidae upp i ett antal familjer, däribland Phylloscopidae. Lövsångarnas närmaste släktingar är familjerna cettior (Cettiidae), stjärtmesar (Aegithalidae) samt den nyligen urskilda afrikanska familjen hylior (Hyliidae).

### Släktestillhörighet
DNA-studier visar att släktet Phylloscopus är parafyletiskt gentemot Seicercus. Dels är ett stort antal Phylloscopus-arter närmare släkt med Seicercus-arterna än med andra Phylloscopus (däribland kamtjatkasångare), dels är inte heller arterna i Seicercus varandras närmaste släktingar. Olika taxonomiska auktoriteter har löst detta på olika sätt. De flesta expanderar numera Phylloscopus till att omfatta hela familjen lövsångare, vilket är den hållning som följs här. Andra flyttar bland andra kamtjatkasångare till ett expanderat Seicercus.

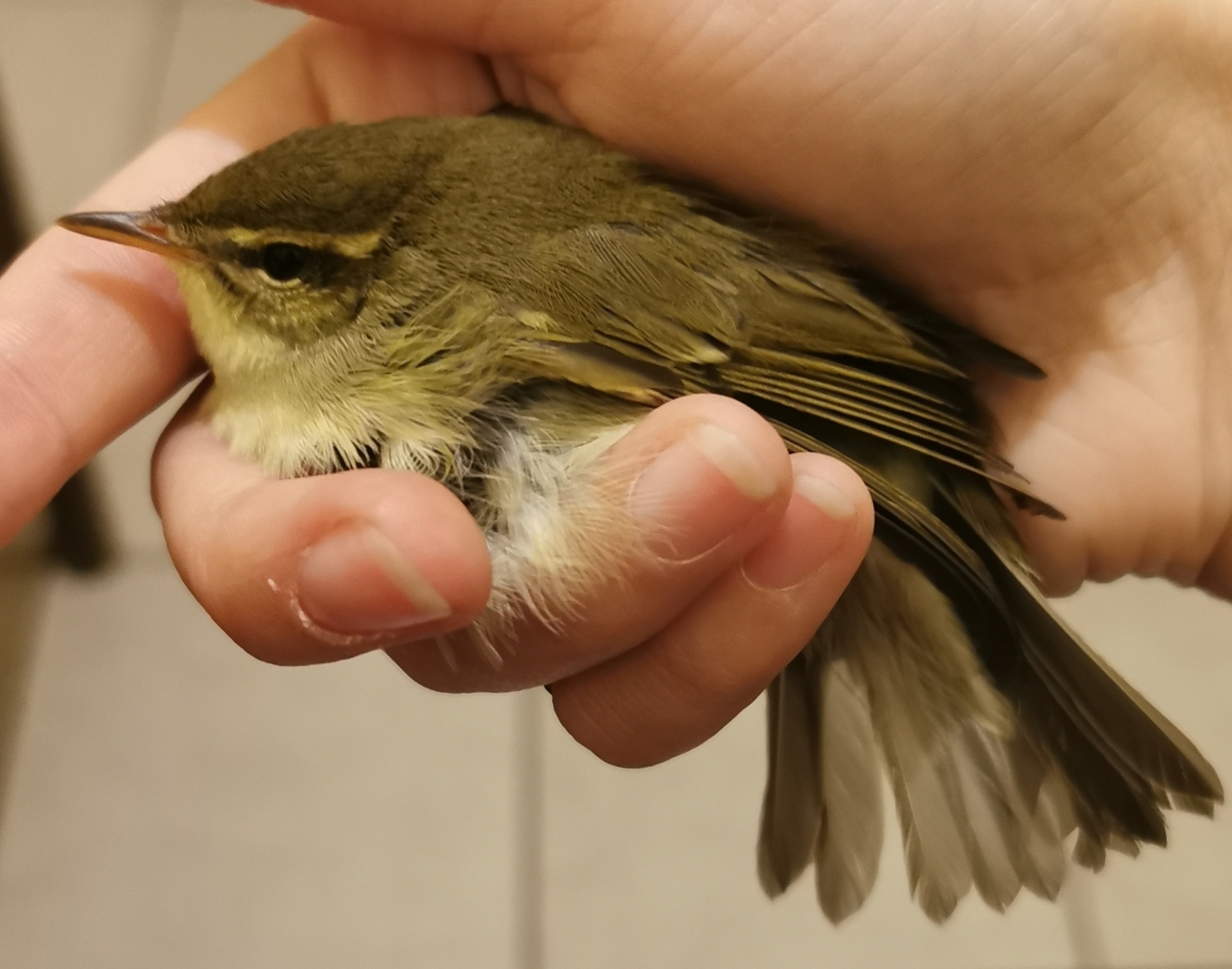

## Levnadssätt
Kamtjatkasångaren påträffas i liknande miljöer som nordsångaren, vanligen i lövskog på lägre nivåer, till skillnad från japansk sångare som nästan uteslutande ses i högre terräng, huvudsakligen över 1500 meters höjd upp 2500 meter, i barrskog med inslag av björk, men även i ren björkskog där denna förekommer nära trädgränsen.

## Status och hot
Arten har ett stort utbredningsområde och en stor population med stabil utveckling och tros inte vara utsatt för något substantiellt hot. Utifrån dessa kriterier kategoriserar internationella naturvårdsunionen IUCN arten som livskraftig (LC).

## Taxonomi och namn
Kamtjatkasångaren beskrevs av Erwin Stresemann 1913, då som underart till nordsångaren. Det vetenskapliga artnamnet examinandus är latin och betyder "studerad" eller "undersökt".